# Caleruega (kommunhuvudort)
Caleruega är en kommunhuvudort i Spanien.   Den ligger i provinsen Provincia de Burgos och regionen Kastilien och Leon, i den centrala delen av landet, 160 km norr om huvudstaden Madrid. Caleruega ligger 969 meter över havet och antalet invånare är 487.
Terrängen runt Caleruega är lite kuperad. Runt Caleruega är det mycket glesbefolkat, med 7 invånare per kvadratkilometer. Närmaste större samhälle är Huerta del Rey, 11,5 km öster om Caleruega. Trakten runt Caleruega består till största delen av jordbruksmark.